# Marian Jochman
Marian Gerard Jochman (* 2. Februar 1935 in Toruń; † 27. Dezember 2020) war ein polnischer Leichtathlet.

## Biografie
Marian Jochman startete bei den Olympischen Spielen 1960 in Rom im Rennen über 5000 Meter, konnte jedoch den Finallauf nicht erreichen.
Jochman wurde 1959 Polnischer Meister über 1500 Meter und konnte viermal in Folge (1957–1960) den Meistertitel über 3 km Crosslauf gewinnen.
Zu den Europameisterschaften 1958 in Stockholm hatte Jochman eine gute Form. Allerdings konnte er nicht starten, da Zdzisław Krzyszkowiak und Kazimierz Zimny für die einzigen beiden polnischen Startplätze nominiert wurden. Jochman vertrat Polen von 1957 bis 1961 bei 15 Länderkämpfen.
1965 beendete er seine Laufbahn und studierte an der Wirtschaftsuniversität Poznań.